# Горянський Євген Костянтинович
Євге́н Костянти́нович Горя́нський (нар. 29 грудня 1867, Юрківка Київської губернії (нині Звенигородського району Черкаської області) — 9 січня 1951, Париж) — український і російський співак (ліричний тенор).

## Життєпис
1900—1902 — приватно навчався співу в Катерини Массіні (Київ).
1890-ті роки — брав участь у Хорі Миколи Лисенка в Києві. І згодом не втрачав зв'язків з великим українським композитором.
З 1902 працював у Москві: соліст Опери Солодовникова (1902—1905), театру «Акваріум» (1905—1906), Опери Кожевникова (1908—1919).
1906—1908 — соліст Тифліської та Ростовської опер.
З 1914 року Горянський воював на німецько-російському фронті, був у чині полковника, потрапляв до німців у полон, про що йдеться у спогадах офіцера Олександра Успенського у книжці «В плену. Воспоминания офицера».
1919—1922 — соліст Української республіканської капели Олександра Кошиця, з якою виступав у Західній Європі.
1920-х років гастролював у Болгарії, Чехо-Словаччині. Виконував народні пісні та романси українських композиторів.
Згодом жив в еміграції у Франції. Співав у Російській опері, брав участь у концертах. 1934 року виступав на благодійному концерті на користь безкоштовної російської їдальні.
Помер 9 січня 1951 року в Парижі. Похований на кладовищі Сент-Женев'єв-де-Буа (меморіальний ID — 75806916).

## Партії
- Альмавіва («Севільський цирульник» Дж. Россіні)
- Альфред («Травіата» Дж. Верді)
- Баян («Руслан і Людмила» М. Глінки)
- Володимир («Дубровський» Е. Направника)
- Герман («Винова краля» П. Чайковського)
- Каварадоссі («Тоска» Дж. Пуччіні)
- Каніо («Паяци» Р. Леонкавалло)
- Ленський («Євгеній Онєгін» П. Чайковського)
- Пінкертон («Мадам Баттерфляй» Дж. Пуччіні)
- Синодал («Демон» А. Рубінштейна)
- Фауст (однойм. опера Ш. Ґуно)